# 高雄臨港線
高雄臨港線（たかおりんこうせん）はかつて台湾高雄市に存在した台湾鉄路管理局の鉄道路線（貨物線）。2018年9月28日をもって廃止された。

廃線跡の一部は高雄捷運環状軽軌(ライトレール)に転用されている。

## 歴史
1908年から1912年にかけての第1期高雄港築港事業で漁港線が開通:18。
1912年から1937年にかけての第2期築港事業で1917年ごろに新濱三丁目までの支線（高雄線、通称「濱線」）が開通:17、1928年ごろには堀江町・入船町（現・駁二芸術特区付近）への支線が開通:23。濱線は戦後の地名哈瑪星の由来となっている。
戦時中の第3期築港事業で高雄川（現・愛河）を超えて苓雅寮の重工業地帯に達し、通称「西臨港線」が完成する:24-29。1941年下期から45年の間に高雄から開運橋（現・成功橋）までの前鎮線（東臨港線）も開通:115。戦前に苓雅寮から鳳山駅まで営業していた軽便鉄道や鳳山から林園、九曲堂から旗尾までの糖業鉄道と一体となって物資輸送が行われていた:41-44。
第二次世界大戦で米軍の空襲で臨海部の軌道は大きな被害を受けた。1950年代前半に米国の支援で港湾施設とともに復旧し:62、1967年には第一臨港線が:84、1977年には第二臨港線が全通した:84。
モータリゼーションの発達で鉄道貨物輸送の地位が低下し、第二臨港線の側線「中国鋼鉄線」は開通11年後の1988年に:94、濱線は2002年に:93廃止された。
本線部分も2003年8月から旅客列車（DoDo火車）が2006年まで運行されていたが:94-96、2008年11月19日に第一臨港線の前鎮調車場～高雄港が廃止、撤去:93。跡地は西臨港線自転車道に転用され、2013年以降は高雄LRTの建設のためにそれも撤去された:98-100。第二臨港線も2011年7月12日に廃止されている:94。
残る東臨港線（第一臨港線の前鎮調車場～高雄）も2018年10月14日に開業する屏東線の高雄市内地下化と高雄ライトレール2期区間建設に伴い、9月末で最後の営業区間が台鉄から市政府に移管されることになり、高雄機廠の最終稼働日となる9月28日が職員通勤列車の最後の運転日となった。高雄機廠の稼働は潮州車両基地への移転が完了する2021年まで継続し、その間の保守車両はトレーラーによる搬入となる。
|                                             |                                |                                |
| 電化時代の臨港線 （2011年。前鎮調車場付近） | 戦前の高雄港駅周辺（1930年代） | 米軍の空襲（1945年。高雄港駅） |

## 使用車両
- 嘟嘟列車（自強号DR2900型）（運行停止、復元済み）
- 職員通勤列車（普通車印度仔）

|          |                                   |
| DoDo火車 | 最終日の通勤列車（2018年9月28日） |

## 駅一覧

### 第1臨港線
| 駅名         | 駅名         | 駅名                                | 累計 キロ | 等級 | 接続路線・備考                                      | 所在地 | 所在地 |
| 日本語       | 繁体字中国語 | 英語                                | 累計 キロ | 等級 | 接続路線・備考                                      | 所在地 | 所在地 |
| ------------ | ------------ | ----------------------------------- | --------- | ---- | --------------------------------------------------- | ------ | ------ |
| 高雄港駅     | 高雄港車站   | Kaohsiung Port Station              | 0.0       | 廃止 | 1900年-1941年間縦貫線終点 1908年-2008年間屏東線起点 | 高雄市 | 鼓山区 |
| 苓雅寮操車場 | 苓雅寮車場   | Lingyaliao Yard                     | 2.1       | 廃止 |                                                     | 高雄市 | 苓雅区 |
| 新光駅       | 新光車站     | Xinguang Station (Singuang Station) | 3.4       | 廃止 |                                                     | 高雄市 | 苓雅区 |
| 中島操車場   | 中島車場     | Zhongdao Yard (Jhongdao Yard)       |           |      |                                                     | 高雄市 | 前鎮区 |
| 前鎮操車場   | 前鎮車場     | Qianzhen Yard                       | 8.3       | 貨物 |                                                     | 高雄市 | 前鎮区 |
| 機廠駅       | 機廠車站     | Railway Workshop Station            | 9.3       |      | 職員用ホームを設置                                  | 高雄市 | 鳳山区 |
| 新村駅       | 新村車站     | Xincun Station                      |           |      | 高雄検車段の職員通勤駅。鉄路新村とも。              | 高雄市 | 三民区 |
| 高雄駅       | 高雄車站     | Kaohsiung Station                   | 13.0      | 特等 | 屏東線と接続                                        | 高雄市 | 三民区 |

### 第2臨港線
| 駅名       | 駅名         | 駅名                      | 累計 キロ | 等級 | 接続路線・備考 | 所在地 | 所在地 |
| 日本語     | 繁体字中国語 | 英語                      | 累計 キロ | 等級 | 接続路線・備考 | 所在地 | 所在地 |
| ---------- | ------------ | ------------------------- | --------- | ---- | -------------- | ------ | ------ |
| 前鎮操車場 | 前鎮車場     | Qianzhen Yard             | 0.0       | 貨物 |                | 高雄市 | 前鎮区 |
| 草衙信号場 | 草衙號誌站   | Caoya Signal Station      | 3.0       | 廃止 |                | 高雄市 | 前鎮区 |
| 草衙操車場 | 草衙車場     | Caoya Yard                | 4.0       | 廃止 |                | 高雄市 | 小港区 |
| 中鋼公司駅 | 中鋼公司車站 | China Steel Corps Station | 8.6       | 廃止 |                | 高雄市 | 小港区 |